# ビアンドラーテ
ビアンドラーテ（伊: Biandrate）は、イタリア共和国ピエモンテ州ノヴァーラ県にある、人口約1,300人の基礎自治体（コムーネ）。

## 地理

### 位置・広がり
| 隣接するコムーネは以下の通り。 - カザルベルトラーメ - カザリーノ - レチェット - サン・ナッツァーロ・セージア - サン・ピエトロ・モゼッツォ - ヴィコルンゴ |